# Никола Христов (кмет)
Вижте пояснителната страница за други личности с името Никола Христов.
Никола Георгиев Христов е български учител, общественик и драматичен артист.

## Биография
Роден е на 6 март 1885 година в град Кюстендил. Завършва Кюстендилското педагогическо училище. Учителства в Дупнишко и Кюстендилско. Основател е на кооперацията в с.Шишковци и на Районния кооперативен съюз в Кюстендил (1924). През 1927 г. съдейства за основаването на първата в България учителска кооперация. От 1932 г. е секретар на Кюстендилската мъжка гимназия, по-късно учител в Еврейското училище. Включва се активно в театралната самодейност в Кюстендил като любител-актьор и театрален организатор.
Кмет на Кюстендил от 1 април 1947 до 15 май 1949 г. През време на неговото управление в Кюстендилско се провежда национализацията на частните индустриални, занаятчийски и търговски предприятия. По негова инициатива местният самодеен театър е превърнат в общински.
След напускане на кметския пост е директор на театъра (1949-1950 и 1 януари – 30 юли 1952). Председател на Читалище „Братство“ (1952-1959).